# Maria Oberbreyer
Maria Oberbreyer-Trösch (geb. Trösch; * 22. November 1921; † nach 1948) war eine österreichische Sprinterin, Hürdenläuferin und Weitspringerin.
Bei den Olympischen Spielen 1948 in London wurde sie Fünfte über 80 m Hürden, Sechste in der 4-mal-100-Meter-Staffel und Neunte im Weitsprung. Über 100 m schied sie im Vorlauf aus.
1946 und 1947 wurde sie Österreichische Meisterin sowohl über 100 m wie auch über 200 m.

## Persönliche Bestleistungen
- 100 m: 12,3 s, 21. Juli 1946, Wien
- 200 m: 25,4 s, 12. September 1948, Wien
- 80 m Hürden: 11,5 s, 12. September 1948, Wien
- Weitsprung: 5,55 m, 21. Juli 1946, Wien